# Kovácsovics Fruzsina
Kovácsovics Eszter Fruzsina (Maglód, 1988. december 11. –) háromszoros Fonogram díjas magyar énekesnő, dalszerző, a Csillag születik című tehetségkutató műsor döntőse.

## Élete
Kovácsovics Fruzsina már gyerekkorában sok mindennel foglalkozott. Tagja volt a maglódi mazsorett csoportnak, egy országos mazsorett versenybe is benevezett, amit megnyert. Később gyerekeket tanított mazsorettezni, de az első mindig a zene volt, habár sosem járt énektanárhoz.
Három bátyja van, a legidősebb, Dávid Pesten él és időnként Fruzsina fellépésein gitáron kíséri húgát. Középső testvére, Bálint a Pécsi Tudományegyetemen tanul testnevelő-edzőnek. A legkisebb bátyja, Mátyás profi kézilabdázó.
Fruzsina az ELTE Tanító- és Óvóképző karának hallgatója. Édesanyja tanítónő, éneket tanít abban az általános iskolában, ahova Fruzsina is járt. Édesapja biztonságtechnikai műszerész.
Jelenleg szüleivel él Maglódon.

## Zenei karrier
Fruzsina már alapított egy zenekart unokatestvérével és testvérével, Dáviddal, akikkel gyakran léptek fel kis kocsmákban, kávézókban. Évek óta  gitározik, és több saját szerzeménye is van.
Fruzsinának az RTL Klub tehetségkutató műsora, a Csillag születik jelentette az áttörést, a döntőig menetelt benne. Egyik saját alkotását, az Üzenet a Nagyvilágnak című számot elő is adta a műsorban.
A műsor óta első lemeze már a boltokba került Üveggolyó címmel. Az első kislemez a Hazatalálsz című szám lett, amihez klipet is készítettek. A klip nagyon sikeres lett Magyarországon, a VIVA TV slágerlistáján a 3. helyet érte el.
Az album második kislemezének  címe A sose volt nyár. A dal által teljesült Fruzsina egyik régi álma, együtt énekelhetett Jamie Winchesterrel.
Nemrégiben[mikor?] pedig megalakult az új zenekara, ami két gitárosból (Kovácsovics Dávid, Borbás Norbert), egy basszusgitárosból (Lieb Attila) és egy dobosból (Borbás Dániel) áll.
2009-ben megjelent a második lemeze Fuss el végre! címmel. Az előfutára az Itt a vége, fuss el végre! sláger volt, ami szintén sikeres lett, mint a Hazatalálsz és elérte a VIVA TV slágerlistáján a 3. helyet. A hazai rádiólistákon a Csak egy idegen című dal szerepelt szépen és az 5. helyet a Mahasz top 40 lejátszási listáján.
2010 nyarán egy időre visszavonult, hogy megtalálja azt a zenei utat, amely összeegyeztethetővé teszi számára a privát életét a zenei karrierrel. Ennek eredményeként született meg 2012 augusztusára új albuma, az Elfeledett mézescsók, amelyet – óvodapedagógus énjére építve – gyerekeknek és gyereklelkű felnőtteknek szánt. A lemez igényes dalszövegei részben kortárs költők – Lackfi János és Szalóczi Dani – művei, részben Fruzsi “varázstollából” törtek elő. A lemezanyag összeállítása során Fruzsi arra törekedett, hogy a dalok zeneileg a “gyökereket és szárnyakat” pedagógia elvét követve részben magyar népzenei gyökerekből merítsenek, részben pedig multikulturális (folk, country stb.) zenei motívumokra építsenek.

## Diszkográfia

### Albumok
| Év   | Album                                              | Legmagasabb helyezés                   | Minősítés |
| Év   | Album                                              | MAHASZ Top 40 album- és válogatáslemez | Minősítés |
| ---- | -------------------------------------------------- | -------------------------------------- | --------- |
| 2008 | Üveggolyó - Megjelenés: 2008. március              | 16                                     |           |
| 2009 | Fuss el végre - Megjelenés: 2009. október          | -                                      |           |
| 2012 | Elfeledett mézescsók - Megjelenés: 2012. augusztus | -                                      |           |

### Videóklipek
- Hazatalálsz
- A sose volt nyár feat. Jamie Winchester
- Itt a vége, fuss el végre

#### Slágerlistás dalok
| Év                  | Dal                                     | Legmagasabb helyezés | Legmagasabb helyezés   | Legmagasabb helyezés | Legmagasabb helyezés | Legmagasabb helyezés         | Legmagasabb helyezés | Album         |
| Év                  | Dal                                     | VIVA Chart           | Mahasz Editors’ Choice | Mahasz Rádiós Top 40 | Mahasz Dance Top 40  | MAHASZ Single (track) Top 10 | EURO 200             | Album         |
| ------------------- | --------------------------------------- | -------------------- | ---------------------- | -------------------- | -------------------- | ---------------------------- | -------------------- | ------------- |
| 2008                | Hazatalálsz                             | 3                    |                        |                      |                      |                              |                      | Üveggolyó     |
| 2008                | A sose volt nyár feat. Jamie Winchester | 37                   |                        |                      |                      |                              |                      | Üveggolyó     |
| 2009                | Itt a vége, fuss el végre               | 3                    |                        |                      |                      |                              |                      | Fuss el végre |
| 2010                | Csak egy idegen                         |                      |                        | 5                    |                      |                              |                      | Fuss el végre |
|                     |                                         | Összesítés           |                        |                      |                      |                              |                      |               |
| 1. helyezett számok |                                         |                      |                        |                      |                      |                              |                      |               |
| Top 10-be bekerült  | Top 10-be bekerült                      | 2                    |                        | 1                    |                      |                              |                      |               |
| Top 40-be bekerült  | Top 40-be bekerült                      | 3                    |                        | 1                    |                      |                              |                      |               |

## Díjak, jelölések
- 2009 – Fonogram díj: Az év hazai modern pop-rock albuma (Üveggolyó)
- 2013 – Fonogram díj: Az év hazai gyermekalbuma (Elfeledett mézescsók)
- 2021 – Fonogram díj: Az év hazai gyermekalbuma vagy hangfelvétele (Írórszág és Olvasváros - szerzői kiadás)

## Magánélete
Fruzsina a Csillag születik óta is sok mindennel foglalkozott, többek között műsorvezetéssel és  modellkedéssel is. Időközben elvégezte az ELTE Tanító- és Óvóképző Karát, azóta pedig óvodapedagógus munkakörben dolgozik.